# داني إغليسياس
داني إغليسياس (بالإسبانية: Daniel Iglesias Gago) (17 يوليو 1995 بسانتياغو دي كومبوستيلا في إسبانيا - ) هو لاعب كرة قدم إسباني في مركز الهجوم. شارك مع منتخب إسبانيا تحت 16 سنة لكرة القدم ومنتخب إسبانيا تحت 17 سنة لكرة القدم. أما مع النوادي، فقد لعب مع ديبورتيفو ألافيس وديبورتيفو فابريل وديبورتيفو لاكورونيا ونادي غوادالاخارا.

## روابط خارجية
- داني إغليسياس على موقع قاعدة بيانات كرة القدم.إي يو (الإنجليزية)
- داني إغليسياس على موقع Soccerway.com (الإنجليزية)